# Kreis Mogilno

Der Kreis Mogilno in den Grenzen von 1887 bis 1919

Der Kreis Mogilno war ein preußischer Landkreis, der zwischen 1818 und 1919 im Regierungsbezirk Bromberg der Provinz Posen bestand. Das ehemalige Kreisgebiet gehört heute zu den polnischen Woiwodschaften Kujawien-Pommern und Großpolen.

## Geschichte
Das Gebiet um die Stadt Mogilno gehörte nach der Ersten Teilung Polens von 1772 bis 1807 zum Netzedistrikt in der preußischen Provinz Westpreußen. Der Süden des Kreisgebietes um die Stadt Trzemeszno gehörte seit der Zweiten Teilung Polens von 1793 bis 1807 zur preußischen Provinz Südpreußen. Durch den Frieden von Tilsit kam das Gebiet 1807 zum Herzogtum Warschau, fiel aber nach dem Wiener Kongress am 15. Mai 1815 erneut an das Königreich Preußen und wurde dem Regierungsbezirk Bromberg in der Provinz Posen zugeordnet.
Im Zuge einer Kreisreform im Regierungsbezirk Bromberg wurde zum 1. Januar 1818 aus Teilen der bestehenden Kreise Gnesen, Inowrazlaw und Wongrowitz der neue Kreis Mogilno gebildet. Im Einzelnen kamen zum Kreis Mogilno
- vom Kreis Inowrazlaw die Städte Gembitz, Kwieczewo, Mogilno, Pakosch und Wilatowen mitsamt ihrem Umland
- vom Kreis Wongrowitz die Stadt Rogowo und ihr Umland sowie
- vom Kreis Gnesen die Stadt Trzemeszno.[2]

Sitz des Landratsamtes wurde die Stadt Mogilno.
Als Teil der Provinz Posen wurde der Kreis Mogilno am 18. Januar 1871 gleichzeitig Teil des neu gegründeten Deutschen Reichs, wogegen die polnischen Abgeordneten im neuen Reichstag am 1. April 1871 protestierten.
Bei einer größeren Kreisreform im Regierungsbezirk Bromberg am 1. Oktober 1887 trat der Kreis Mogilno die Stadt Rogowo, den Polizeidistrikt Rogowo sowie die Landgemeinden Friedrichswalde, Klein Laski und Piastowo an den neuen Kreis Znin ab.
Gegen Ende des Ersten Weltkriegs begann am 27. Dezember 1918 in der Provinz Posen der Großpolnische Aufstand der polnischen Bevölkerungsmehrheit gegen die deutsche Herrschaft, und bereits am 31. Dezember 1918 war die Kreisstadt Mogilno unter polnischer Kontrolle. Am 16. Februar 1919 beendete ein Waffenstillstand die polnisch-deutschen Kämpfe, und am 28. Juni 1919 trat die deutsche Regierung mit der Unterzeichnung des Versailler Vertrags den Kreis Mogilno auch offiziell an die neu gegründete Zweite Polnische Republik ab.

## Einwohnerentwicklung
| Jahr | Einwohner | Quelle |
| ---- | --------- | ------ |
| 1818 | 20.150    | [ 3 ]  |
| 1846 | 37.238    | [ 4 ]  |
| 1871 | 46.133    | [ 5 ]  |
|      |           |        |
| 1890 | 40.158    | [ 6 ]  |
| 1900 | 43.248    | [ 6 ]  |
| 1910 | 49.253    | [ 6 ]  |

Der Kreis hatte im Jahre 1890 etwa 75 % polnische und 25 % deutsche Einwohner. Der Großteil der deutschen Einwohner verließ nach 1918 das Gebiet.

## Politik

### Landräte
1818–183000Albert von Cylwikowski
1835–184200von Kuhlemann
1844–185000Julius Illing (1816–1893)
1850–186300Karl Philipp Kühne (1820–1901)
1863–187600Julian Elsner von Gronow (1834–1910)
1876–187700Doehring
1878–188100Julian Elsner von Gronow (zweite Amtsperiode)
1881–188300Schneider (vertretungsweise)
1883–188500Carl von Puttkamer
1886–188900Wilhelm Otto Karl August von Oertzen
1889–189900Eugen Wolff (1859–1926)
1900–190100Dünkelberg (kommissarisch)
1901–190900Friedrich Conze (1864–1949)
1909–191100Walther von Treskow (1874–1928)
1912–191900Wilhelm Ide (* 1878)

### Wahlen
Im Deutschen Reich bildeten die Kreise Inowrazlaw und Mogilno in den Grenzen von 1871 den Reichstagswahlkreis Bromberg 4. Der Wahlkreis wurde bei allen Reichstagswahlen von Kandidaten der Polnischen Fraktion gewonnen.

## Städte und Gemeinden
Vor dem Ersten Weltkrieg umfasste der Kreis Mogilno die folgenden Städte und Landgemeinden:
| - Adlig Wymyslowo - Altraden - Bieslin - Buchfelde - Bystrzyce - Chabsko - Chalupska - Czaganiec - Dembno - Dembowietz - Dembowo - Duschno - Dysiek - Dzierzonzno - Freihof - Friedweil - Galczynek - Gembitz, Stadt - Glemboczek - Golombki - Gora - Goryszewo - Gozdanin - Haltersdorf - Hartfeld - Hirschfelde - Hochheim - Hutta padniewska - Hutta palendzka - Hutta tremessen | - Izdby - Jerzykowo - Josephowo - Kaisersfelde - Kaminiec - Kamionek - Kirchlich Strzyzewo - Klewitzdorf - Kolodziejewko - Königlich Ochodza - Königlich Wymyslowo - Königstreu - Kornfelde - Kozlowko - Kozlowo - Kruchowo - Kwiecischewo - Lechowo - Lesnik - Linowiec - Lososnik - Lubin - Lulkowo - Manisty - Mielinko - Mikolajkowo - Milawa - Mogilno, Stadt - Myslontkowo - Neu Strzyzewo | - Niestronno - Olscha - Orchheim - Orchowo - Ostrowek - Ostrowitte tremessen - Ostwingen - Padniewko - Pakosch, Stadt - Palendzie dolne - Palendzie koscielne - Paluschin - Parlin, Dorf - Parlin, Kolonie - Parlinek, Dorf - Parlinek, Kolonie - Pasieka - Placzkowo - Popielewo - Radlowo - Rehfelde - Renkawczynek - Renkawtschin - Rosenau - Rozanno - Rudki - Ruhheim - Sadowiec - Schepankowo - Schepanowo | - Schetzingen - Schidlow - Schidlowko - Schlabau - Seeberg - Siedluchno - Skubarczewo - Slaboszewo - Slowikowo - Strzelce - Swierkowiec - Szerzawy - Tauschendorf - Tremessen, Stadt - Trlong - Trockau - Trzemzal - Wasielewko - Westfelde - Wiecanowo - Wiederau - Wielowies - Wilatowen - Wilhelmssee - Wszedzin - Wulka Orchowska - Zabno - Zazdrosc - Zielin |

Zum Kreis, der 1910 eine Fläche von 733 km² besaß, gehörten außerdem zahlreiche Gutsbezirke. Die Landgemeinden und Gutsbezirke waren zu Polizeidistrikten zusammengefasst. In der Zeit nach 1871 wurden mehrere Ortsnamen eingedeutscht:
Bystrzyce → Bistritz (1904)
Chabsko  → Habsberg (1908)
Dembowo  → Eichgrund (1908)
Dzierzonzno, Dorf  → Schiersdorf (1907)
Gembice  → Gembitz (1875)
Hutta palendzka  → Hohendorf (1905)
Jerzykowo  → Jerschikau (1911)
Kozlowo  → Koßlau (1911)
Kwiecischewo  → Blütenau (1904)
Lulkowo  → Lukrode (1911)
Myslontkowo  → Misselwitz (1901/02)
Renkawczynek  → Renkawtschinek (1903/07)
Skubarczewo  → Skubarschewo (1903/07)
Slowikowo  → Schlowitz (1900)
Trzemeszno  → Tremessen (1875)
Trzemzal  → Tschemsal (1908/10)
Wasielewko  → Waßberg (1911)
Wszedzin  → Schetzingen (1908)
Wulka Orchowska  → Wulkau (1908/10)